# Charles Ruggles
Charles Ruggles (8 de febrero de 1886 - 23 de diciembre de 1970) fue un actor estadounidense que, a lo largo de una carrera de seis décadas, actuó en un centenar de títulos cinematográficos. Además, fue el hermano del director, productor y actor Wesley Ruggles (1889-1972).

## Biografía
Su verdadero nombre era Charles Sherman Ruggles, aunque también era llamado “Charlie” Ruggles, y nació en Los Ángeles, California. Aunque estudió para ser médico, Ruggles acabó en el teatro iniciándose en la producción Nathan Hale en 1905. En el teatro Majestic de Los Ángeles interpretó en 1913 a Jo Files en el musical de Lyman Frank Baum y Louis Ferdinand Gottschalk The Tik-Tok Man of Oz. Se trasladó a Broadway para actuar en Help Wanted en 1914.
Su primer papel para la gran pantalla llegó al año siguiente, en la película muda Peer Gynt. A lo largo de las décadas de 1910 y 1920, Ruggles siguió actuando en el cine mudo, aunque su pasión seguía siendo el teatro, participando en producciones como The Passing Show of 1918, The Demi-Virgin y Battling Butler. Su éxito teatral más famoso fue en 1930, en la obra Queen High, tras la que poco después empezó un período de veinte años apartado de las tablas.
A partir de 1929, Ruggles actuó en el cine sonoro. Su primer título fue Gentleman of the Press, interpretando a un reportero periodístico, cómico y alcohólico. En la década de 1930 hizo equipo con la actriz cómica Mary Boland en una serie de farsas domésticas, destacando Six of a Kind, Ruggles of Red Gap y People Will Talk. En ellas Boland interpretaba a la esposa dominante, y Ruggles a su marido. 
Ruggles es quizás recordado hoy en día por su trabajo interpretando a un cazador en Bringing Up Baby. En filmes de carácter serio, a menudo sus personajes procuraban "interludios humorísticos", que aliviaban la tensión del guion. En total, trabajó en unas 100 películas.
En 1949 Ruggles hizo un alto en su carrera cinematográfica para volver al teatro e iniciarse en la televisión. Fue el personaje principal de la serie televisiva The Ruggles, una comedia familiar en la que interpretaba a Charlie Ruggles. También trabajó en The World of Mr. Sweeney. 
Volvió a la gran pantalla en 1961, interpretando a Charles McKendrick En The Parent Trap y a Mackenzie Savage en The Pleasure of His Company. En este último film retomó el papel por el cual había ganado un Premio Tony en 1959. También tuvo un papel recurrente en The Beverly Hillbillies a mediados de los años sesenta, actuando como Lowell Redlings Farquhar, suegro de Milburn Drysdale (interpretado por Raymond Bailey).
Ruggles también fue actor de voz para la serie televisiva de dibujos animados "The Rocky and Bullwinkle Show", producida por Jay Ward y Bill Scott. Ruggles hizo el papel de Aesop, mientras que Daws Butler se encargaba de "Junior."
Charles Ruggles estuvo casado con Adele Rowland desde 1914 a 1921, año en que se divorciaron, y con Marion LaBarba, desde 1942 a 1970, divorciándose también. El actor falleció en 1970 en su domicilio en Hollywood a causa de un cáncer, a los 84 años de edad. Fue enterrado en el Cementerio Forest Lawn Memorial Park de Glendale (California).
Le fueron otorgadas tres estrellas en el Paseo de la Fama de Hollywood.

## Filmografía parcial
| - Gentlemen of the Press (1929) - The Lady Lies (1929) - Young Man of Manhattan (Jóvenes de Nueva York) (1930) - Charley's Aunt (1930) - Queen High (Reina arriba) (1930) - Honor Among Lovers (1931) - The Smiling Lieutenant (El teniente seductor) (1931) - One Hour with You (Una hora contigo) (1932) - This Is the Night (1932) - Love Me Tonight (Ámame esta noche) (1932) - Trouble in Paradise (Un ladrón en la alcoba, 1932) - If I Had a Million (Si yo tuviera un millón) (1932) - Girl Without a Room (1933) - Ruggles of Red Gap (1935), con Charles Laughton - The Big Broadcast of 1936 (Cazadores de estrellas) (1935) - Anything Goes (Todo vale) (1936), con Bing Crosby y Ethel Merman - Hearts Divided (1936) | - Bringing Up Baby (1938), con Katharine Hepburn y Cary Grant - His Exciting Night (1938), con Maxie Rosenbloom y Stepin Fetchit - The Farmer's Daughter (1940), con Martha Raye - Friendly Enemies (1942) - Incendiary Blonde (1945) - A Stolen Life (1946), con Bette Davis y Glenn Ford - Gallant Journey (1946) - It Happened on 5th Avenue (Sucedió en la Quinta Avenida) (1947) - Ramrod (La mujer de fuego) (1947) - The Bells of St. Mary's (1959) (TV) - All in a Night's Work (Todo en una noche) (1961), con Dean Martin y Shirley MacLaine - The Parent Trap (1961) - Papa's Delicate Condition (1963) - I'd Rather Be Rich (Rica, guapa y casadera) (1964) - The Ugly Dachshund (1966) - Follow Me, Boys! (Veinte docenas de hijos) (1966) |